# PokéPark 2: Wonders Beyond
PokéPark 2: Wonders Beyond (ポ ケ パ ー ク 2 ＢＷ ビ ヨ ン ド ・ ・ ・ ワ ー ル ド, Poké Park 2: BW - Beyond the World) é um jogo eletrônico de Pokémon para Wii. Foi lançado no Japão em 12 de novembro de 2011, na América do Norte em 27 de fevereiro de 2012, na Europa em 23 de março de 2012.
É a sequência de PokéPark Wii: Pikachu's Adventure. No PokéPark 2, Pikachu viajou para um novo PokéPark com seu melhor amigo Piplup. Eles são apresentados ao Wish Park, mas depois descobrem que é impossível escapar do Wish Park. Reshiram e Zekrom informam Pikachu sobre os eventos que estão por vir, e diz a Pikachu que ele pode salvar o PokéPark.

## Jogabilidade
PokéPark 2: Wonders Beyond apresenta capacidades multijogador com até quatro pessoas. O jogador usa um dos quatro Pokémon disponíveis, Pikachu, Snivy, Tepig e Oshawott, e pode trocá-los; cada Pokémon tem suas próprias habilidades especiais. No modo de perseguição, os participantes capturam ou marcam o outro participante. No modo de batalha, o jogador pode controlar todos os movimentos de seu Pokémon, desde a esquiva até o ataque. O jogador precisa vencer para continuar com o jogo. No final, Pikachu e os outros defendem com sucesso o parque de todos os estragos do mal que o envolvem.